# Mount Morley
Mount Morley ist ein 1550 m hoher Berg im Nordwesten der westantarktischen Alexander-I.-Insel. Er ragt im südlichen Teil der Lassus Mountains auf.
Der britische Geograph Derek Searle vom Falkland Islands Dependencies Survey kartierte ihn 1960 anhand von Luftaufnahmen der US-amerikanischen Ronne Antarctic Research Expedition (1947–1948). Das UK Antarctic Place-Names Committee benannte ihn 1961 nach dem englischen Komponisten Thomas Morley (≈1557–1602).